# Chapelle Notre-Dame de Bongarant
Notre-Dame de Bongarant est une chapelle catholique située à Sautron, en France.

## Localisation
La chapelle est située au hameau de Bon Garand, à 2,5 km au nord-ouest du bourg de Sautron, en Loire-Atlantique, sur les hauteurs au-dessus de la vallée du Cens dans un endroit alternant parcelles cultivées et bosquets d'arbres. La chapelle occupe un petit espace entouré d'un muret bas, à proximité de quelques autres bâtiments. Le lieu est orthographié de différentes façons : Bongarant, Bongarand, Bon-Garant ou Bon-Garand (avec ou sans trait d'union).

## Historique
Des vestiges retrouvés à la faveur de travaux effectués en 1863 autour le chapelle suggèrent qu'un édifice, dont la nature et la datation ne peuvent être précisés, a probablement précédé le monument médiéval.
La chapelle de Bongarant est érigée dans le 1er quart du XVe siècle. Selon la tradition, le duc François II de Bretagne se serait retrouvé face à un sanglier lors d'une chasse dans la région de Sautron ; désarçonné, il aurait fait vœu d'édifier la chapelle s'il échappait à la mort.
L'édifice est inscrit au titre des monuments historiques depuis le 17 septembre 1969.

## Description
La chapelle est un petit édifice au plan en croix, d'une vingtaine de mètres dans sa longueur sur une quinzaine dans sa largeur. Ses murs sont constitués de blocs de granite et son toit, assez fortement pentu, est recouvert d'ardoises. Elle est surmontée d'un petit clocher, également en ardoises.
À l'intérieur, une statue de la Vierge en pierre polychrome abrite dans les plis de son manteau François II, à l'origine de la chapelle, sa famille et l'évêque l'ayant consacrée ; la chapelle lui est dédiée.

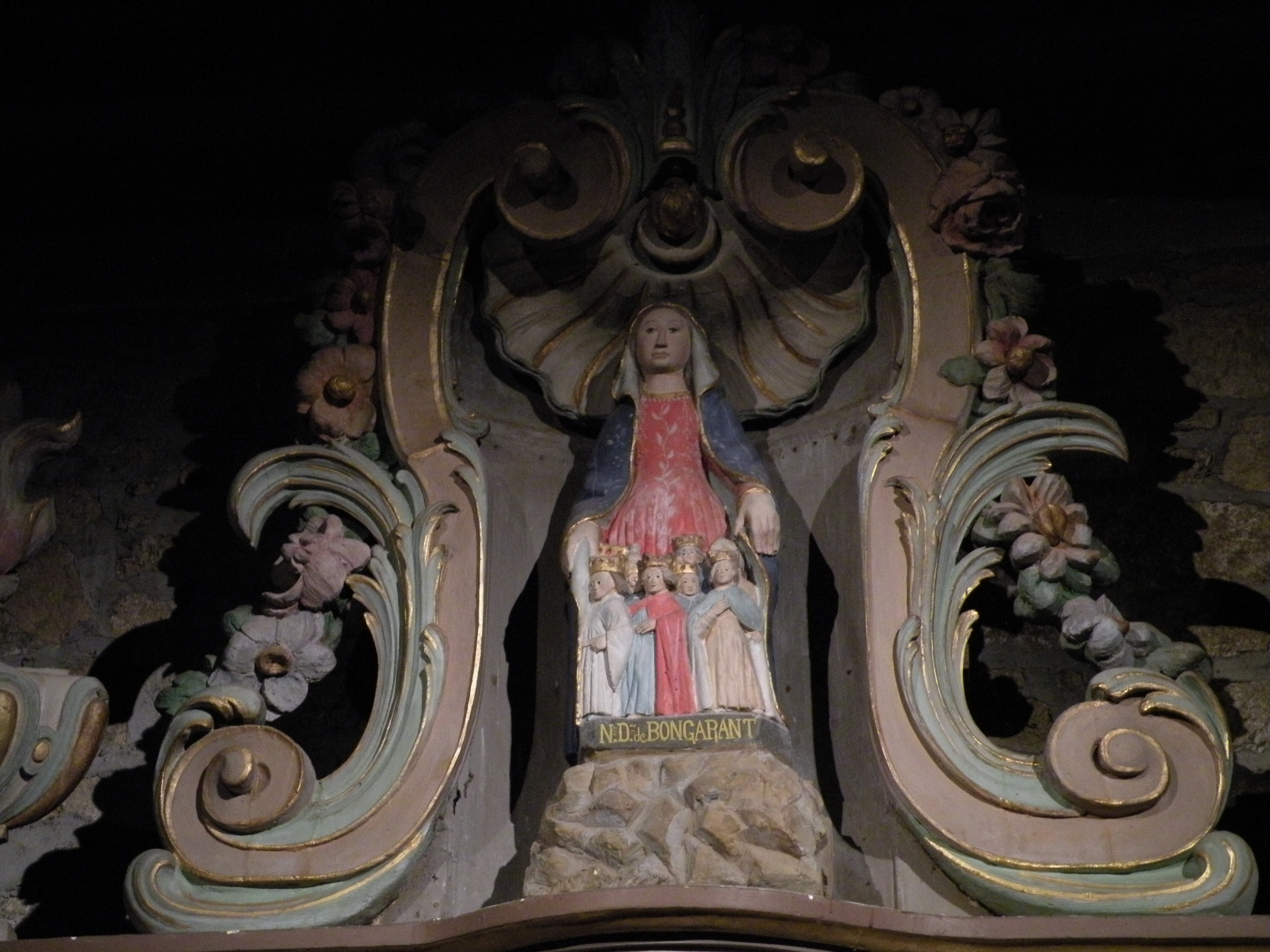
Statue de Notre-Dame de Bongarant dans le transept sud
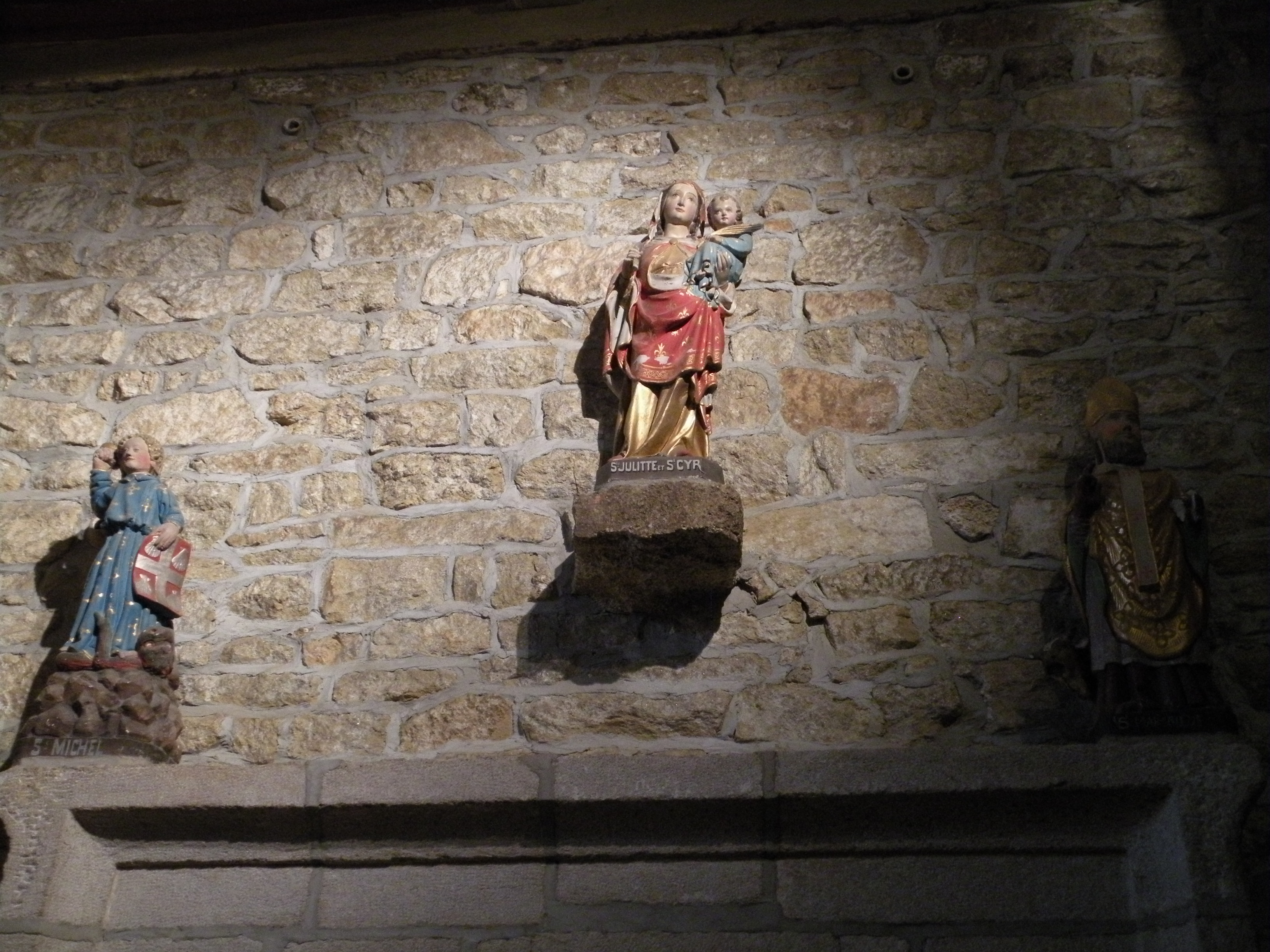
Statues du transept nord
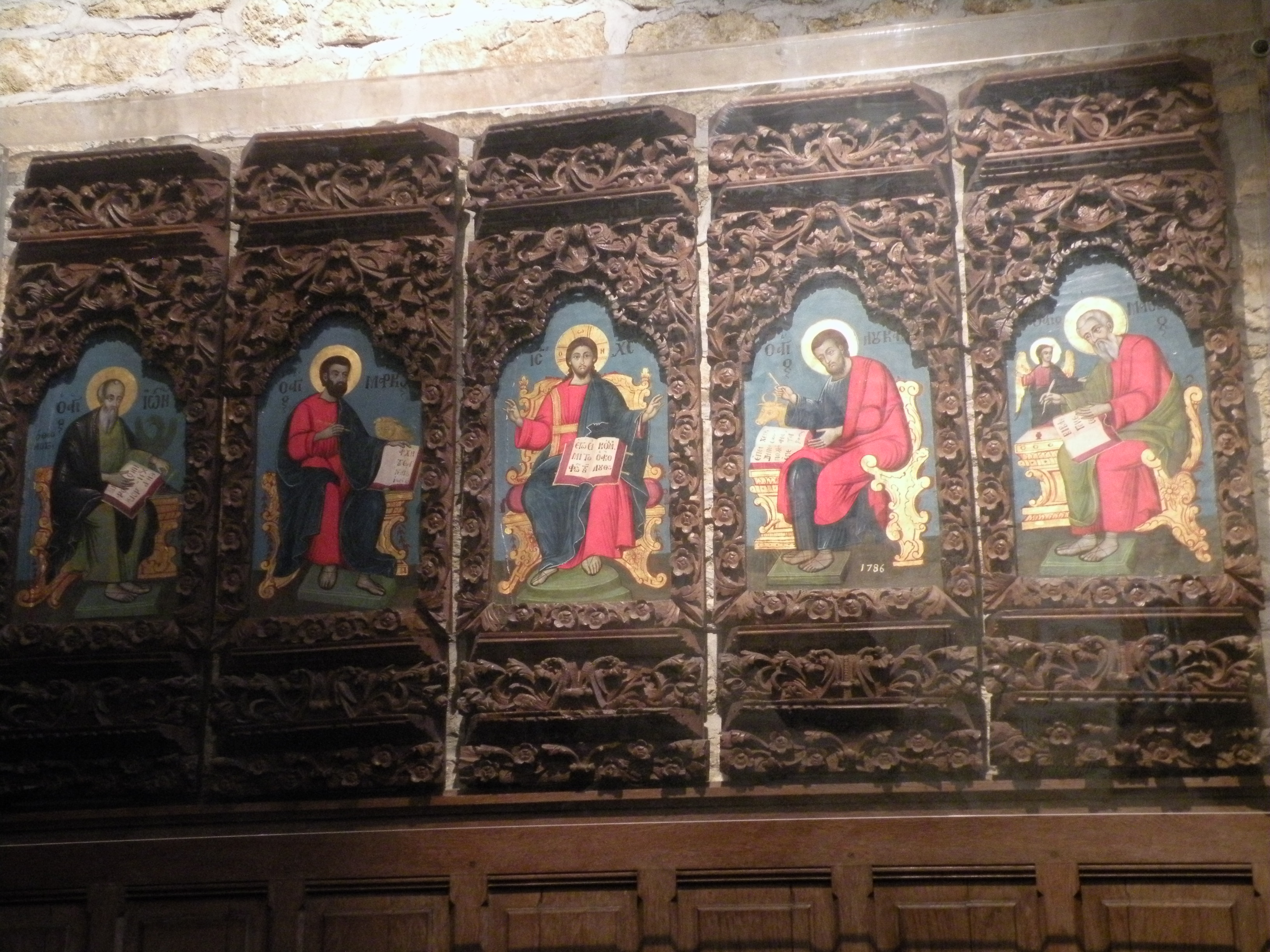
Icônes du Christ en gloire et des Évangélistes
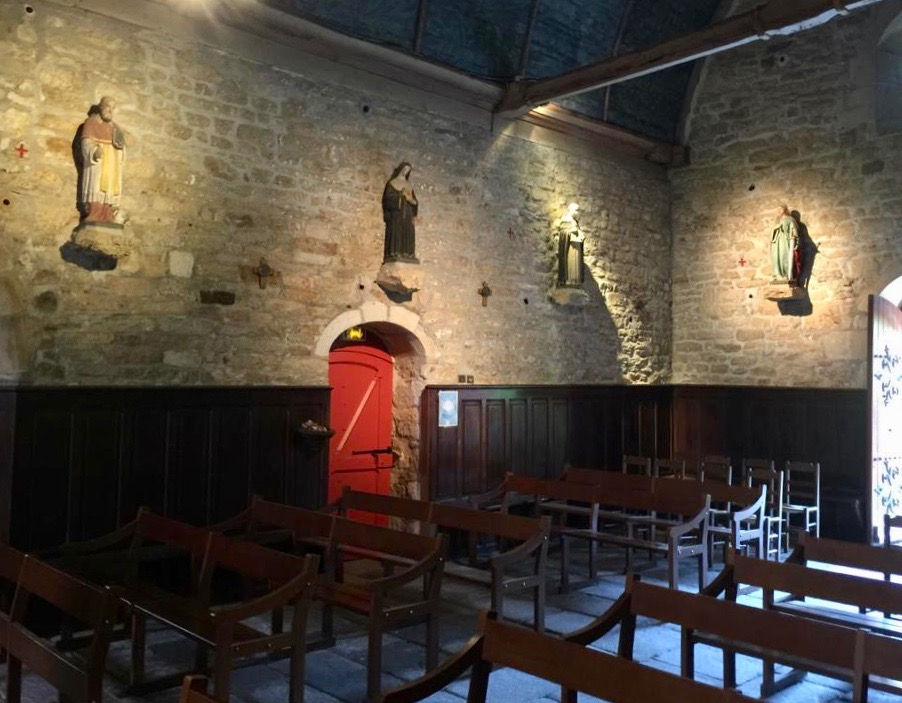
Chapelle Notre-Dame de Bongarant
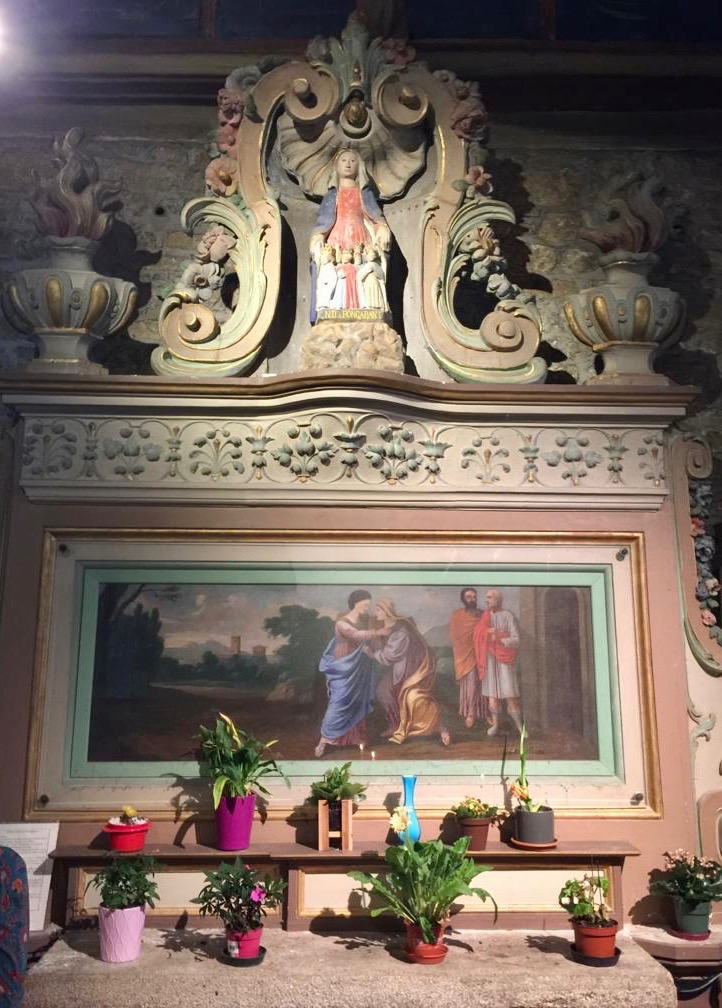
Autel Notre-Dame de Bongarant